# Număr E

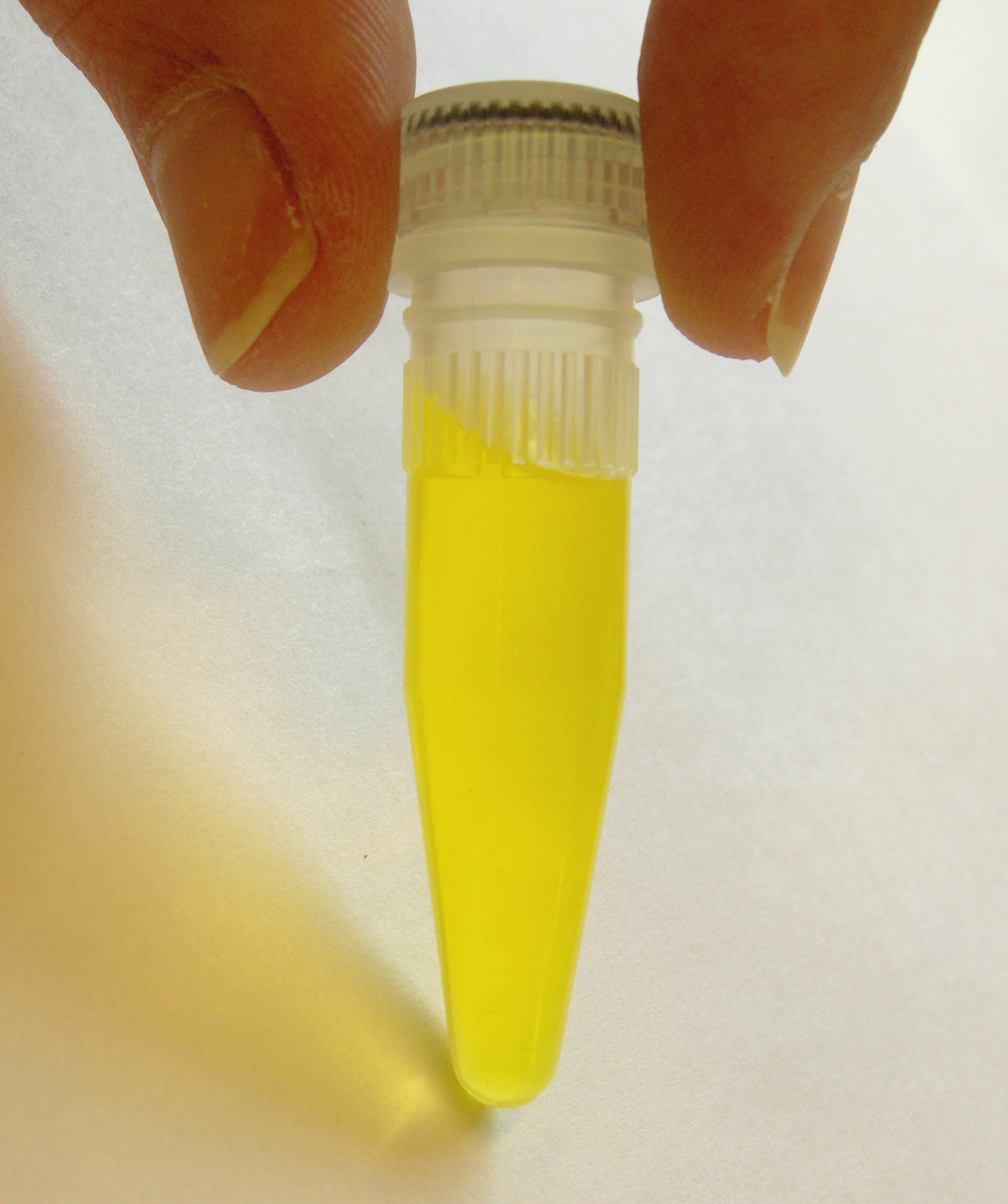
O soluție de E101 riboflavină (cunoscută și ca vitamina B2)

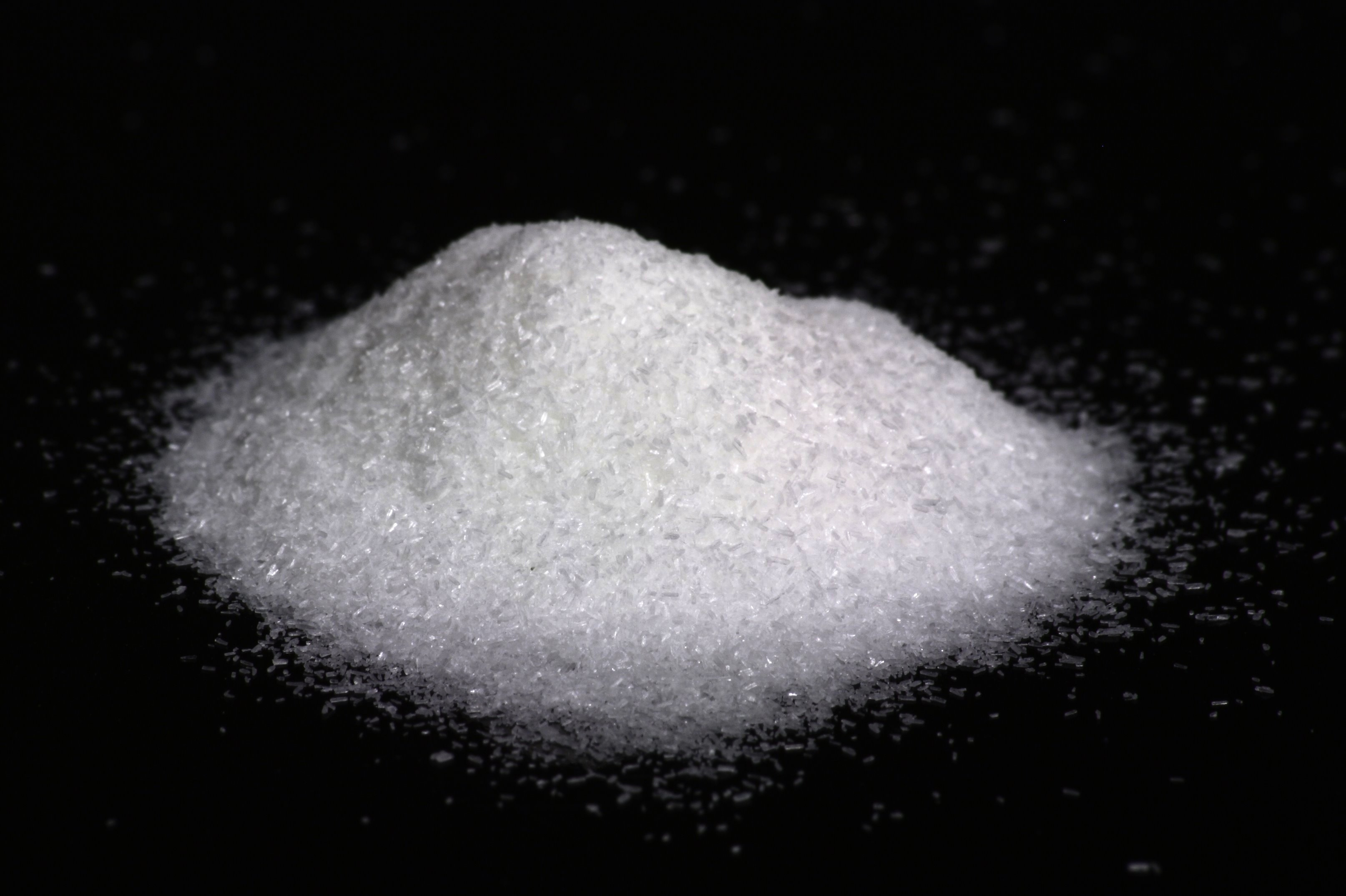
Cristale de E621 glutamat monosodic, un potențiator de aromă

Numerele E (denumite colocvial și ca E-uri) sunt coduri utilizate pentru substanțele folosite ca aditivi alimentari, valabile în Uniunea Europeană  și Elveția (litera „E” se referă la „Europa”). Sunt întâlnite pe etichetele alimentelor puse în vânzare în Uniunea Europeană.

## Clasificarea după intervalul numeric
| Interval numeric E                                                        | Subintervale | Descriere                                                                |
| ------------------------------------------------------------------------- | ------------ | ------------------------------------------------------------------------ |
| 100–199 (lista completă) Coloranți Alimentari                             | 100–109      | galbene                                                                  |
| 100–199 (lista completă) Coloranți Alimentari                             | 110–119      | portocalii                                                               |
| 100–199 (lista completă) Coloranți Alimentari                             | 120–129      | roșii                                                                    |
| 100–199 (lista completă) Coloranți Alimentari                             | 130–139      | albastre și violet                                                       |
| 100–199 (lista completă) Coloranți Alimentari                             | 140–149      | verzi                                                                    |
| 100–199 (lista completă) Coloranți Alimentari                             | 150–159      | maro și negre                                                            |
| 100–199 (lista completă) Coloranți Alimentari                             | 160–199      | aurii și altele                                                          |
| 200–299 (lista completă) Conservanți                                      | 200–209      | sorbați                                                                  |
| 200–299 (lista completă) Conservanți                                      | 210–219      | benzoați                                                                 |
| 200–299 (lista completă) Conservanți                                      | 220–229      | sulfiți                                                                  |
| 200–299 (lista completă) Conservanți                                      | 230–239      | fenoli și metanoați                                                      |
| 200–299 (lista completă) Conservanți                                      | 240–259      | nitrați                                                                  |
| 200–299 (lista completă) Conservanți                                      | 260–269      | acetați (etanoați)                                                       |
| 200–299 (lista completă) Conservanți                                      | 270–279      | lactați                                                                  |
| 200–299 (lista completă) Conservanți                                      | 280–289      | propionați                                                               |
| 200–299 (lista completă) Conservanți                                      | 290–299      | altele                                                                   |
| 300–399 (lista completă) Antioxidanți și regulatori de aciditate          | 300–305      | ascorbați (vitamina C)                                                   |
| 300–399 (lista completă) Antioxidanți și regulatori de aciditate          | 306–309      | tocoferol (vitamina E)                                                   |
| 300–399 (lista completă) Antioxidanți și regulatori de aciditate          | 310–319      | acid galic și eritorbați                                                 |
| 300–399 (lista completă) Antioxidanți și regulatori de aciditate          | 320–329      | lactați                                                                  |
| 300–399 (lista completă) Antioxidanți și regulatori de aciditate          | 330–339      | citrați și tartrați                                                      |
| 300–399 (lista completă) Antioxidanți și regulatori de aciditate          | 340–349      | fosfați                                                                  |
| 300–399 (lista completă) Antioxidanți și regulatori de aciditate          | 350–359      | acid malic (malați) și adipați                                           |
| 300–399 (lista completă) Antioxidanți și regulatori de aciditate          | 360–369      | succinați și fumarați                                                    |
| 300–399 (lista completă) Antioxidanți și regulatori de aciditate          | 370–399      | altele                                                                   |
| 400–499 (lista completă) Agenți de îngroșare, stabilizatori și emulgatori | 400–409      | alginați                                                                 |
| 400–499 (lista completă) Agenți de îngroșare, stabilizatori și emulgatori | 410–419      | gume naturale                                                            |
| 400–499 (lista completă) Agenți de îngroșare, stabilizatori și emulgatori | 420–429      | alți agenți naturali                                                     |
| 400–499 (lista completă) Agenți de îngroșare, stabilizatori și emulgatori | 430–439      | compuși pe bază de polietilenă                                           |
| 400–499 (lista completă) Agenți de îngroșare, stabilizatori și emulgatori | 440–449      | emulgatori naturali                                                      |
| 400–499 (lista completă) Agenți de îngroșare, stabilizatori și emulgatori | 450–459      | fosfați                                                                  |
| 400–499 (lista completă) Agenți de îngroșare, stabilizatori și emulgatori | 460–469      | compuși pe bază de celuloză                                              |
| 400–499 (lista completă) Agenți de îngroșare, stabilizatori și emulgatori | 470–489      | acizi grași și compuși ai acizilor grași                                 |
| 400–499 (lista completă) Agenți de îngroșare, stabilizatori și emulgatori | 490–499      | altele                                                                   |
| 500–599 (lista completă) pH corectori de aciditate și antiaglomeranți     | 500–509      | acizi minerali și baze                                                   |
| 500–599 (lista completă) pH corectori de aciditate și antiaglomeranți     | 510–519      | cloruri și sulfați                                                       |
| 500–599 (lista completă) pH corectori de aciditate și antiaglomeranți     | 520–529      | sulfați și hidroxizi                                                     |
| 500–599 (lista completă) pH corectori de aciditate și antiaglomeranți     | 530–549      | compuși pe baza de metale alcaline                                       |
| 500–599 (lista completă) pH corectori de aciditate și antiaglomeranți     | 550–559      | silicați                                                                 |
| 500–599 (lista completă) pH corectori de aciditate și antiaglomeranți     | 570–579      | stearați și gluconați                                                    |
| 500–599 (lista completă) pH corectori de aciditate și antiaglomeranți     | 580–599      | altele                                                                   |
| 600–699 (lista completă) Potențiatori de aromă                            | 620–629      | glutamați și guanilați                                                   |
| 600–699 (lista completă) Potențiatori de aromă                            | 630–639      | inozinați                                                                |
| 600–699 (lista completă) Potențiatori de aromă                            | 640–649      | altele                                                                   |
| 700–799 (lista completă) Antibiotice                                      | 700–713      |                                                                          |
| 900–999 (lista completă) Agenți de glazurare, gaze și îndulcitori         | 900–909      | ceruri                                                                   |
| 900–999 (lista completă) Agenți de glazurare, gaze și îndulcitori         | 910–919      | agenți de glazurare sintetici                                            |
| 900–999 (lista completă) Agenți de glazurare, gaze și îndulcitori         | 920–929      | agenți de îmbunătățire                                                   |
| 900–999 (lista completă) Agenți de glazurare, gaze și îndulcitori         | 930–949      | gaze pentru ambalare                                                     |
| 900–999 (lista completă) Agenți de glazurare, gaze și îndulcitori         | 950–969      | îndulcitori                                                              |
| 900–999 (lista completă) Agenți de glazurare, gaze și îndulcitori         | 990–999      | agenți de spumare                                                        |
| 1100–1599 (lista completă) Alți aditivi                                   | 1100–1599    | Chimicale noi care nu se mai încadrează schemelor clasice de clasificare |

Notă: Nu toate exemplele dintr-o clasă se încadrează perfect în intervalul din care fac parte. În plus, multe chimicale, în special din intervalul E400–499, au întrebuințări multiple.